# Anopsicus zeteki
Anopsicus zeteki är en spindelart som först beskrevs av Willis J. Gertsch 1939.  Anopsicus zeteki ingår i släktet Anopsicus och familjen dallerspindlar.
Artens utbredningsområde är Panama. Inga underarter finns listade i Catalogue of Life.